# Francis Dashwood
Francis Dashwood (décembre 1708 - 11 décembre 1781) est un homme politique anglais, Chancelier de l'Échiquier (1762-1763) et fondateur du Hellfire Club, connu pour sa vie débauchée et ses extravagances. Il est le 11e baron le Despencer. 

## Biographie

### Jeunesse
Il est né à Great Marlborough Street, Londres, en décembre 1708. Il est le fils unique de Sir Francis Dashwood (1er baronnet) (décédé en 1724), et de sa deuxième épouse Mary, fille aînée de Vere Fane (4e comte de Westmorland). 
Il fait ses études au Collège d'Eton où il devient associé à William Pitt l'Ancien. À la mort de son père le 4 novembre 1724, Dashwood, âgé de 15 ans seulement, hérite des domaines de son père et du titre de baronnet de Dashwood de West Wycombe.

### Grand tour
Il passe sa jeunesse et son adolescence à l'étranger, et est connu par la suite pour ses voyages en Europe. Il imite Charles XII en Russie et tente de séduire la Tsarine Anne. Il est par la suite expulsé des États pontificaux. 
Ses séjours à l’étranger incluent également des aspects classiques du Grand Tour européen. Après avoir voyagé en France puis être revenu en Angleterre entre janvier et septembre 1726 via l’Allemagne, il ne s’aventure de nouveau à l’étranger qu’en 1729, puis revient deux années plus tard, en 1731. Pendant ce temps, il se rend en Italie (il devait retourner en Italie entre 1739 et 1741, après avoir séjourné à Florence et à Rome et visite Livourne et les fouilles d'Herculanum). 
En Italie, il se lie d'amitié avec le philosophe et théologien Antonio Niccolini (1701-1769). En 1733, entre les visites en Italie, Dashwood accompagne George, lord Forbes, envoyé extraordinaire à Saint-Pétersbourg, faisant halte à Copenhague. De l'avis de Patrick Woodland, auteur de sa biographie dans ODNB (2004), "son journal intime et intelligent sur cette expédition offre des descriptions de première main importantes des deux capitales à cette date". 

### Société des Dilettanti et le Divan Club
En 1732, Dashwood forme un club de restauration appelé la Société des Dilettanti avec environ 40 membres fondateurs (dont certains sont peut-être membres du club d'origine de Wharton) qui sont rentrés du Grand Tour en appréciant l'art classique. William Hogarth dessine Sir Francis Dashwood lors de ses Dévotions pour le Dilettante vicomte Boyne "S'il n'était pas le fondateur de la société Dilettanti, il en était certainement le membre dirigeant en 1736". Il joue un rôle de premier plan dans les travaux de la Société des Dilettanti et, en 1742, George Knapton peint le portrait de Dashwood pour la société. Le 2 mars 1746, lorsque John Montagu (4e comte de Sandwich) est suspendu de ses fonctions de dirigeant pour "son comportement déplacé et son mépris envers la Société", Dashwood est élu à sa place. Il présente au roi diverses pétitions émanant de la société lorsqu'elle cherche à acquérir un domicile permanent. 
Cependant, la société a de plus en plus un côté sérieux et le travail de Dashwood dans ce domaine aboutit à son élection en tant que Fellow de la Royal Society (FRS) en juin 1746, et comme membre de la société des antiquaires de Londres (FSA) en juin 1769. Il devient également membre du Lincoln Club au milieu des années 1740 et de la Royal Society of Arts en 1754. Il a des liens avec la Spalding Society et devient vice-président du Foundling Hospital et de l'Asile médical général. 
En 1744, avec son camarade Dilettante, le comte de Sandwich, il fonde le Divan Club, dont la vie est de courte durée, à l'intention des visiteurs de l'Empire ottoman, mais ce club est dissous deux ans plus tard. 

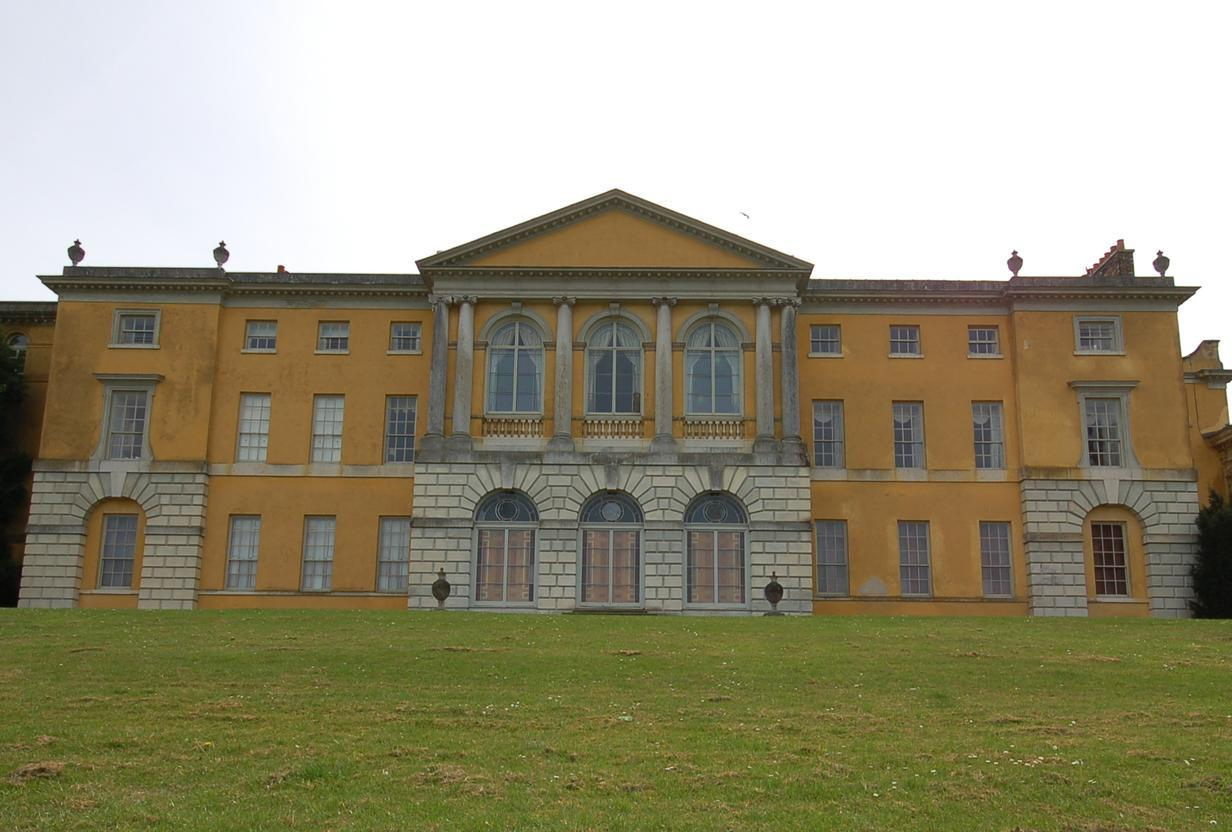
West Wycombe Park

### Politique
À son retour en Angleterre, il obtient un poste mineur au sein de la maison de Frédéric de Galles. Ce lien, associé au limogeage de son oncle, le Comte de Westmorland de son poste de colonel de la première troupe de gardes à cheval, fait de Dashwood un adversaire violent du gouvernement de Robert Walpole.  
Lors des élections générales de 1741, Dashwood lutte avec vigueur contre les partisans de Walpole et s'assure un siège à New Romney le 5 mai. Au Parlement, il suit Samuel Sandys, et attaque avec véhémence Robert Walpole, déclarant que, à l'étranger, il est considéré avec mépris. La chute de Walpole n'a aucune incidence sur la position de Dashwood et, en tant que courtisan de Frederic, il s'oppose de manière systématique à tous les gouvernements de George II. 
En 1747, il présente un projet de loi sur le soulagement des pauvres qui recommande de faire exécuter des travaux publics, tels que les grottes de Hellfire, qu'il a ensuite excavées à West Wycombe Park, pour lutter contre le chômage, mais sans succès. 
Il est réélu pour New Romney le 26 juin 1747 et, en janvier 1751, désavoue le jacobitisme de façon assez ostentatoire, car on soupçonnait Andrew Stone et d'autres membres de la maison de George, prince de Galles d'y adhérer. À Leicester House, il encourage l'influence de George Bubb Dodington (Lord Melcombe) et s'oppose au Regency Bill du 15 mai 1751. Le 13 avril 1749, il est créé DCL de l'Université d'Oxford et le 19 juin 1746, il est élu membre de la Royal Society. 
Le 15 avril 1754, Dashwood est réélu au Parlement pour New Romney et, lorsque la milice du Buckinghamshire est créée au début de la guerre de Sept Ans en 1757, Dashwood devient son premier colonel avec Wilkes comme lieutenant-colonel. La même année, il fait un effort louable pour sauver la vie de l'amiral John Byng. 
Le 28 mars 1761, il trouve un nouveau siège au Parlement à Weymouth et à Melcombe Regis (circonscription électorale du Parlement britannique). Il est réélu le 9 juin 1762 lors de sa nomination au poste de chancelier de l'Échiquier, en raison de sa dépendance à l'égard de Bute. "De connaissances financières, il ne possédait pas les rudiments, et son ignorance était d’autant plus frappante que son prédécesseur Legge avait une grande capacité financière. Son discours sur le budget était si confus qu'il a été reçu avec des éclats de rire". En conséquence, Dashwood se retire avec Bute du ministère le 8 avril 1763, recevant la sinécure de Gardien de la garde-robe. 
Le 19 avril, il est convoqué à la Chambre des Lords sous le titre de onzième baron Le Despencer, baronnie dont il hérite le 26 août 1762, à la mort de son oncle John Fane (7e comte de Westmorland) et dixième baron Le Despencer. 
Il est maintenant premier baronnet de l'Angleterre et, la même année, il est nommé Lord Lieutenant du Buckinghamshire, John Wilkes lui succédant comme colonel de la milice. Il prend part avec John Montagu (4e comte de Sandwich), à la rédaction de l'Essai sur la femme à l'encontre de leur ami commun Wilkes. Pendant le long mandat de Frederick North de 1770 à 1781, il est nommé ministre des Postes. Cependant, lorsque William Pitt l'Ancien s’évanouit lors de son dernier discours à la Chambre des lords, Despencer est presque le seul pair qui lui vient en aide.

### Le Hellfire Club

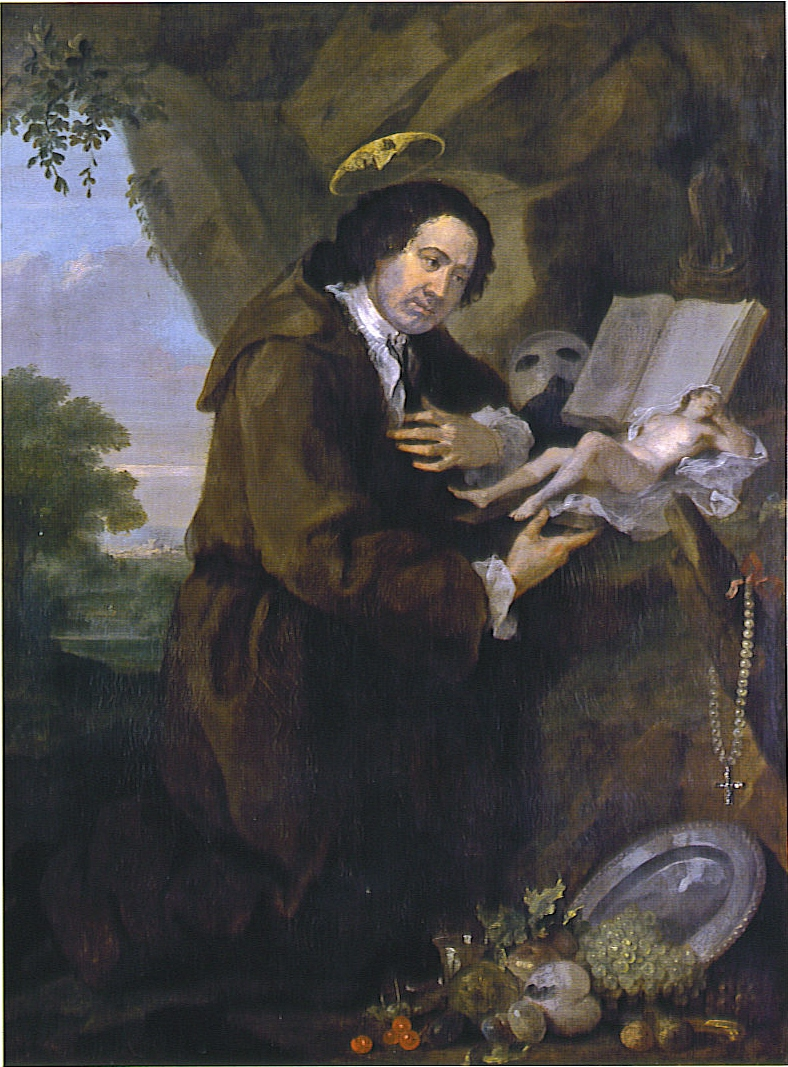
Portrait de William Hogarth de la fin des années 1750, parodiant des images de François d'Assise datant de la Renaissance. La bible a été remplacée par une copie du roman érotique Elegantiae Latini sermonis et par le profil de son ami, Lord Sandwich, parmi ses pairs.

Il est trop jeune pour avoir été membre du tout premier Hellfire Club fondé par Philip Wharton en 1719 et dissous en 1721, mais John Montagu (4e comte de Sandwich) aurait été membre d'un Hellfire Club qui se serait réuni au George and Vulture Inn tout au long des années 1730. 
Selon le livre de 1779, Nocturnal Revels, lors du Grand Tour, il visite divers séminaires religieux "fondés pour ainsi dire en contradiction directe avec Nature et Reason; à son retour en Angleterre, [il] pensa qu'une institution burlesque sous le nom de saint François marquerait l’absurdité de telles sociétés; au lieu des austérités et de la sobriété qui y sont pratiquées, substituez gaieté conviviale, hilarité débridée, et félicité sociale ". 
La première réunion du groupe connu facétieusement comme Confrérie de Saint-François d'Wycombe, Ordre des Chevaliers de West Wycombe a lieu au domicile de la famille de Francis à West Wycombe la Nuit de Walpurgis en 1752. La première réunion est un échec et le club déplace ses réunions à l'abbaye de Medmenham (à environ 10 km de West Wycombe), où ils s'appelèrent eux-mêmes les moines de Medmenham. 
Vers 1755, Dashwood fonde le célèbre "Hell-Fire Club" ou "les moines de l'abbaye de Medmenham". L'abbaye de Medmenham, qui appartenait autrefois à l'ordre cistercien, est magnifiquement située sur les rives de la Tamise, près de Marlow, dans le Buckinghamshire. Il est loué à Francis Duffield par Dashwood, son demi-frère John Dashwood-King, son cousin Thomas Stapleton, Paul Whitehead, John Wilkes et d'autres au nombre de douze, qui fréquentent l'endroit pendant l'été. Ils le font fait reconstruire par l'architecte Nicholas Revett dans le style du renouveau gothique duXVIIIe siècle.     

## Famille
Le 29 mai 1744, Horace Walpole écrit: "Dashwood (l'amant de Lady Carteret) a volé une grande fortune, une Mlle Bateman; mais ce mariage n'a pas lieu et le 19 décembre 1745, Dashwood se marie à St George's Hanover Square, avec Sarah, fille de George Gould d'Iver, Buckinghamshire et veuve de Sir Richard Ellis, troisième baronnet de Wyham, décédé le 14 janvier 1742. Horace Walpole la décrit comme "une pauvre prude presbytérienne abandonnée"; Son mariage n'a aucun effet sur la vie de débauche de Dashwood; selon Wraxall, il "dépassait de loin dans la licence de conduite tout modèle présenté depuis Charles II ". 
Il meurt à West Wycombe après une longue maladie le 11 décembre 1781 et est enterré dans le mausolée qu'il y a construit. Son épouse est décédée le 19 janvier 1769 et est également enterrée à Wycombe. 
Il ne laisse aucune descendance légitime et la baronnie de Le Despencer tombe à nouveau en désuétude. Un des prétendants à son titre est sa fille illégitime, Rachel Fanny Antonina Dashwood ; un autre est sa sœur Rachel, veuve de Sir Robert Austen, 4e baronnet de Bexley, Kent, qui prend illégalement le titre de baronne Le Despencer, mais à sa mort, le titre est attribué à son cousin, Thomas Stapleton, 12e baron. Sa petite-fille, Mary Frances Elizabeth, lui succède en 1848, devenant la 13e baronne et son fils, Evelyn Edward Thomas Boscawen, 17e vicomte Falmouth, lui succède comme 14e baron Le Despencer le 25 novembre 1891. À sa mort, le titre de baronnet de Dashwood est transmis à son demi-frère, John Dashwood-King (1716-1793). 